# 刘华 (1924年)
刘华（1924年—？），男，直隶完县（今河北顺平）人，中华人民共和国政治人物。曾任佳木斯市长、市人大常委会主任。第六届全国人大代表。

## 生平
1924年生于直隶省完县（现河北省顺平县）中下邑村。1937年参加革命，曾任晋察冀军区三分区冲锋剧社副队长，交通部第四公路工程局局长、党委书记，黑龙江省交通厅公路局局长。1960年5月任中共安达市委书记处书记、副市长。1965年任佳木斯市人民委员会市长。1969年任合江地区革命委员会副主任。1980年任佳木斯市人民政府市长，1983年任佳木斯市人大常委会主任。

## 轶事
1960年，中共黑龙江省委决定撤销安达县，设立安达市（地级）。拟任命黑龙江省交通厅公路局局长刘华任安达市委书记处书记兼副市长。在讨论安达市委班子时，省交通厅提出刘华对全省的公路非常熟悉，不愿放走骨干，并建议可从合江或嫩江地区的交通局长中挑选一人顶替。